# Lars Lunde
Lars Henri Lunde (* 21. März 1964 in Nyborg) ist ein ehemaliger dänischer Fußballspieler und -trainer.

## Karriere

### Vereine
Lunde ging aus der Jugend von B 1909 Odense hervor und rückte in die erste Mannschaft auf, die 1982 in die 1. Division, die höchste dänische Spielklasse, aufgestiegen war. In seiner Premierensaison im Seniorenbereich absolvierte er 28 von 30 Ligaspielen und erzielte fünf Tore. Da der Verein als Tabellenletzter in die 2. Division abstieg, wechselte er zu Brøndby IF. Für diesen Verein bestritt er in zwei Spielzeiten 56 Ligaspiele, war zehnmal als Torschütze erfolgreich und belegte mit der Mannschaft zweimal den vierten Tabellenplatz in der Meisterschaft.
Im Alter von 20 Jahren wechselte er in die Schweizer Nationalliga zum BSC Young Boys, für den er von Ende 1984 bis zur Mitte der Saison 1986/87 55 Ligaspiele bestritt und 30 Tore erzielte. 21 davon erzielte er in 27 Saisonspielen 1985/86, mit denen er Torschützenkönig wurde und damit zur ersten Meisterschaft seit 26 Jahren beitrug.
Während der laufenden dritten Saison wurde er im Oktober 1986 vom FC Bayern München verpflichtet. Seinen Einstand gab er am 18. Oktober 1986 (11. Spieltag) beim 1:1 im Auswärtsspiel gegen Blau-Weiß 90 Berlin. Am 28. März 1987 (22. Spieltag) erzielte er beim 2:1-Sieg im Auswärtsspiel gegen den Hamburger SV sein erstes Tor. In den 21 Spielen seiner ersten Saison erzielte er zwei und in den neun der darauf folgenden ein Tor. Des Weiteren kam er in acht Spielen um den Europapokal der Landesmeister zum Einsatz – einschließlich des mit 1:2 verlorenen Finales gegen den FC Porto – und in drei um den DFB-Pokal.
1988/89 spielte Lunde auf Leihbasis wieder in der Nationalliga A beim FC Aarau unter Trainer Ottmar Hitzfeld, in der Folgesaison beim Zweitligisten FC Zug und 1990/91 beim FC Baden.
Bei einem Verkehrsunfall am Dienstag, 12. April 1988, erlitt Lunde schwere Verletzungen, von denen er sich nicht vollständig erholte, so dass er im Alter von 26 Jahren seine Karriere beendete. Danach arbeitete er dreißig Jahre als OP-Gehilfe in einem Berner Spital. Im Jahr 2022 wurde er Fitnesssinstruktor bei Kieser-Training.

### Nationalmannschaft
Lunde debütierte am 25. Oktober 1983 in der U-21-Nationalmannschaft, die in Budapest mit 1:5 gegen die Auswahl Ungarns verlor; in diesem Spiel erzielte er auch sein erstes Tor. Sein letztes Spiel für diese Auswahlmannschaft bestritt er am 26. März 1986 in Manchester im Viertelfinal-Rückspiel der U-21-Europameisterschaft beim 1:1-Unentschieden gegen die Auswahl Englands.
Für die A-Nationalmannschaft bestritt er drei Länderspiele; erstmals am 5. Oktober 1983 in Århus bei der 0:1-Niederlage gegen die Auswahl Polens, letztmals am 29. April 1987 in Helsinki beim 1:0-Erfolg über die Auswahl Finnlands.

## Erfolge
- Schweizer Meister 1986 (mit BSC Young Boys)
- Deutscher Meister 1987 (mit dem FC Bayern München)

## Auszeichnungen
- Torschützenkönig 1986 (in der Schweiz; gemeinsam mit Steen Thychosen)

## Sonstiges
Nach seinem Karriereende wurde Lunde in der Schweiz sesshaft und arbeitet aktuell als Instruktor bei Kieser (Anbieter für gesundheitsorientiertes Krafttraining) im Studio Bern-Monbijou. Er trainierte ab August 2006 die B-Jugend des FC Wangen bei Olten. In der Saison 2010/11 war er Cheftrainer des FC Bern in der 2. Liga interregional, der fünfthöchsten Spielklasse in der Schweiz. 2012 übernahm er das Traineramt beim SC Worb in der 2. Liga, der sechsthöchsten Spielklasse in der Schweiz.
Er ist geschieden, Vater eines Sohnes und lebt in Bern.